# المجلة الإفريقية لعلم المراعي والأعلاف
المجلة الأفريقية لعلم المراعي والأعلاف (بالإنجليزية: African Journal of Range & Forage Science)‏ هي مجلة علمية فصلية تتم مراجعتها من قبل النظراء، وتغطي الإدارة والاستخدام المستدام للموارد الطبيعية الزراعية.نُشرت من قبل تايلر وفرانسيس ومركز خدمة الاستعلام الوطني نيابة عن مجتمع المراعي في جنوب أفريقيا. رئيس التحرير هو جيمس بينيت.

## التلخيص والفهرسة
تم تلخيص وفهرسة المجلة في مؤشر الاقتباس العلمي الموسع، سجل علم الحيوان، ومعاينات خدمة قاعدة البيانات الببليوجرافية. وفقا لتقارير استشهاد المجلة، بلغ عامل التأثير للمجلة لعام 2016، 0.961